# José Antonio Gregorio de Otálora
José Antonio Gregorio de Otálora (Buenos Aires, Gobernación del Río de la Plata, Imperio Español, mayo de 1732-Buenos Aires, 20 de noviembre de 1815) fue funcionario, militar, y uno de los más ricos e influyentes comerciantes y hacendados de Buenos Aires de la última mitad del siglo XVIII y comienzos del siguiente.

## Biografía
José Antonio Gregorio de Otálora nació en Buenos Aires, Gobernación del Río de la Plata (Argentina), hijo del coronel Juan Gregorio de Otálora y Otálora, nacido en Potosí, Alto Perú, el 1 de mayo de 1728 y de Juana María de Larrazábal y Avellaneda, nacida en julio de 1707, hija del capitán Antonio de Larrazabal y Basualdo y de Agustina de Avellaneda Labayén.
Fue bautizado el 20 de mayo de 1732.
A fines de 1753 viajó a la ciudad de Potosí, donde su padre conservaba importantes negocios. El 10 de agosto de 1754 contrajo matrimonio en esa ciudad con Josefa del Ribero y Cossio, hija de Joseph del Ribero y de Ignacia de Cossio. Tuvieron varios hijos: Manuela Josefa de Otálora y Ribero (1761), Ana María Salvadora de Otálora y Ribero (1761), María Bárbara Martina de Otálora y Ribero (1765), José Antonio Gregorio Eustaquio de Otálora y Ribero (1767), Francisca de Otálora y Ribero (1769), Felipe Santiago Ignacio de Otálora y del Ribero, y María Saturnina Bárbara de Otálora y Ribero (1771).
En 1759 fue designado Regidor del Cabildo de Buenos Aires, puesto para el que fue reelecto en 1763.
En 1769 y 1776 se desempeñó como alcalde de segundo voto. Ese último año fue designado juez de menores y vocal de la Junta de Temporalidades. Volvió a ser Regidor en 1780 aunque se excusó por enfermedad.
En 1785 adquirió a la Junta de Temporalidades en subasta pública la reducción y estancia Rincón de las Palmas que había pertenecido a los jesuitas en los que entonces eran los pagos de Arrecifes, hoy Zárate, de nueve leguas y abundante ganado.
Fundó allí una capellanía nombrando patrono a su hijo Felipe, por quien sentía clara predilección.
La estancia fue utilizada en 1806 para alojar prisioneros británicos capturados en la primera de las Invasiones Inglesas al Río de la Plata.
En 1811 su propiedad fue atacada y saqueadas por las fuerzas realistas que efectuaban incursiones desde la plaza de Montevideo.
Adquirió luego una importante quinta en el barrio de Recoleta, las "barrancas de las cinco esquinas", que fue fraccionada y vendida a su muerte.
Fue comandante del regimiento de milicias provinciales de Buenos Aires con el grado de coronel. 
Vivió en la casona familiar de la calle del Correo, hoy Perú, hasta que la vendió y construyó una más confortable en Florida 517. En la cochera de la primera guardaba la carroza que sería llamada "del Santísimo" al donarla a la Catedral Metropolitana de Buenos Aires y ser usada para transportar a los sacerdotes que administraban los últimos sacramentos a los moribundos.
El 18 de noviembre de 1815 otorgó poder para testar a su hijo Felipe y murió dos días después. Las mejoras de su testamento a favor de Felipe motivaron que su hijo José Antonio y su yerno Cornelio Saavedra, casado con su hija Saturnina iniciaran varios expedientes solicitando la nulidad de esos documentos.
Su riqueza e influencia le permitió de acuerdo a las costumbres de la época vincular a sus hijos e hijas con algunas de las principales familias del país: Manuela Josefa casó con el coronel Manuel Soler y Bernabeu y fueron padres del general Miguel Estanislao Soler, Ana María con Benito González Ribadavia (1801), padre de Bernardino Rivadavia, María Bárbara Martina con Fermín Francisco Aoíz Larrazábal, Ministro de las Reales Cajas de Potosí y del Tribunal de Cuentas de Buenos Aires, José Antonio Eustaquio con Josefa Leonarda Aoíz Martínez de Arce (1795), Francisca con Juan José Reyna (1793) y Saturnina con Cornelio Saavedra (1801) que diez años después sería el presidente de la Primera Junta de gobierno.